# Le Cheval d'orgueil (film)
Pour les articles homonymes, voir Le Cheval d'orgueil.
Pour plus de détails, voir Fiche technique et Distribution.
Le Cheval d'orgueil est un film français de Claude Chabrol sorti en 1980. C'est l'adaptation du livre éponyme de Pierre-Jakez Hélias.

## Synopsis
La vie rurale dans le pays Bigouden, en Bretagne, du début du XXe siècle jusqu'à la fin de la Première Guerre mondiale. Les paysans ont pour seule préoccupation de survivre à la misère dans laquelle ils sont plongés. Pierre-Alain rencontre Anne-Marie ; il est valet de ferme et s’occupe particulièrement des chevaux. Leur mariage est une parenthèse de trois jours, avant de retrouver leur pauvreté. Un fils naît : Pierre-Jacques, dit « Petit Pierre », qui est élevé par son grand-père Alain. Il apprend que c’est l'orgueil que l'on monte quand on n'a pas de cheval.

## Fiche technique
- Titre original : Le Cheval d'orgueil
- Réalisation : Claude Chabrol
  - Assistant réalisation : Philippe Charigot
- Scénario : Daniel Boulanger, Claude Chabrol, d'après le roman éponyme de Pierre-Jakez Hélias
- Décors : Hilton McConnico
- Costumes : Magali Fustier-Dray
- Photographie : Jean Rabier
- Son : René Levert
- Musique : Pierre Jansen (Éditions Hortensia)
- Montage : Monique Fardoulis
- Production déléguée : Georges de Beauregard
- Sociétés de production :  Bela Productions, TF1 Films Productions
- Société de distribution : UGC
- Pays de production :  France
- Langue originale : français
- Format : couleur (Eastmancolor) — 35 mm — son mono
- Genre : drame, chronique régionale
- Durée : 120 minutes
- Date de sortie :
  - France : 24 septembre 1980

## Distribution
- Jacques Dufilho : Alain, le grand-père
- Bernadette Le Saché : Anne-Marie, la mère
- François Cluzet : Pierre-Alain, le père
- Ronan Hubert : Pierre-Jacques à 7 ans
- Armel Hubert : Pierre-Jacques à 11 ans
- Paul Le Person : Gourgon, le facteur
- Pierre Le Rumeur : le conteur
- Dominique Lavanant : Marie-Jeanne, la sage-femme
- Michel Blanc : Corentin Calvez
- Michel Robin : le marquis
- Bernard Dumaine : le député Le Bail
- Pierre-François Duméniaud : le cousin Jean
- Jacques Chailleux : Jeannot

## Commentaires
À l'origine, Claude Chabrol travaillait à un projet de film sur les paysans creusois au début du XXe siècle. La lecture du best-seller de Pierre-Jakez Hélias le décida à changer la localisation et l’histoire. Le livre dépeint la Bretagne rurale du début du XXe siècle, dans les années qui précèdent la Première Guerre mondiale. L’adaptation, confiée à Daniel Boulanger, se concentre sur la partie autobiographique et raconte l'histoire de Pierre. Le film fut mal accueilli par la critique à sa sortie ; il est très rarement diffusé à la télévision. Le plus grand regret de Chabrol concernant ce film est de ne pas avoir eu l’audace de le tourner en breton ; il est vrai que le fait d'avoir tourné en français l'a obligé à certaines contorsions (voir la scène où le petit Pierre rechigne à apprendre le français à l’école).[réf. nécessaire]
« Ce film est dédié au pays Bigouden » est la dédicace qui figure au début du Cheval d'orgueil.

## Autour du Film
René Vautier et Nicole Le Garrec ont commencé le tournage de leur version du Cheval d'orgueil en 1977, tournage interrompu pour cause de différends avec la production.

## Box-office
France : 639 104 entrées
 Espagne : 4 451 entrées